# 보스니아 헤르체고비나

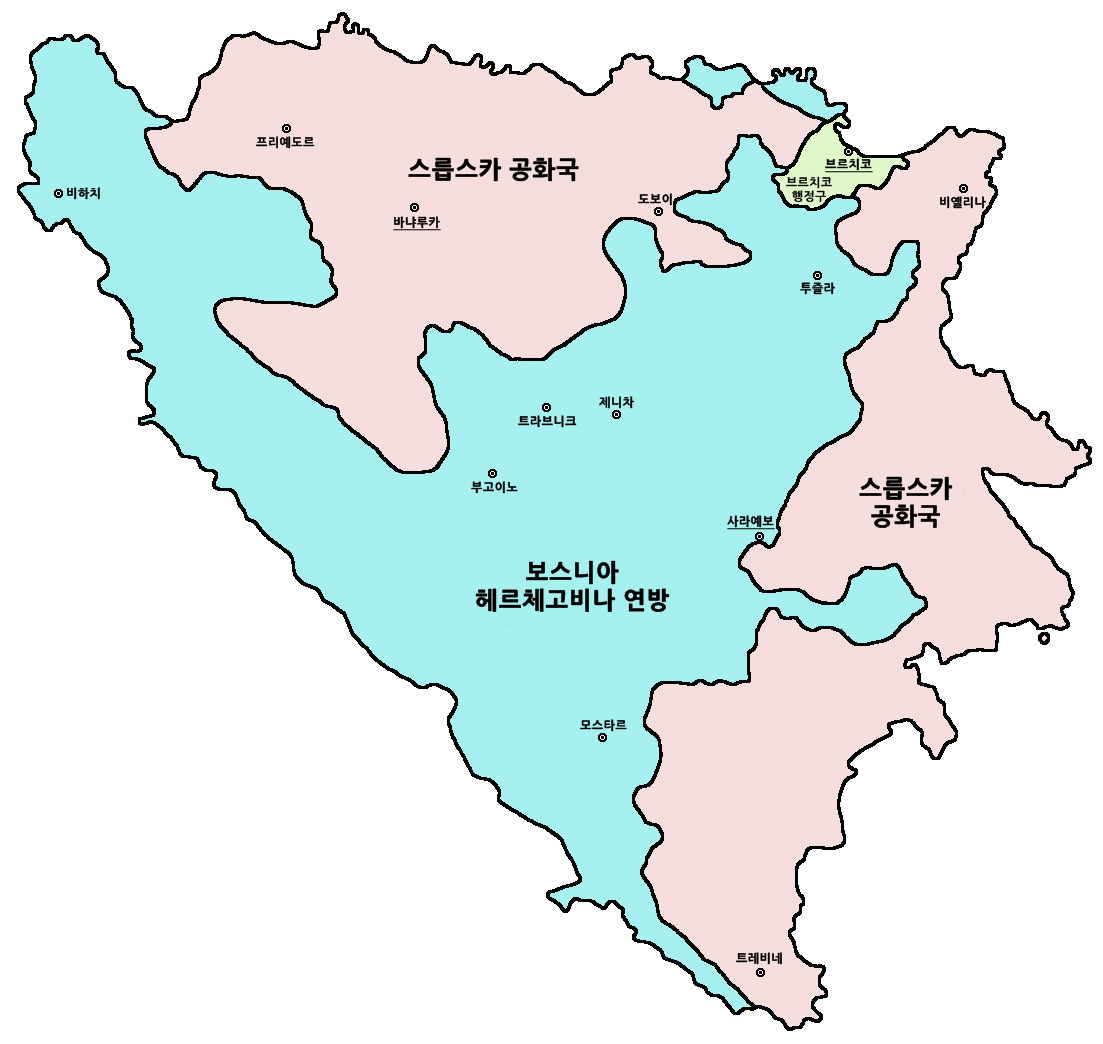

보스니아 헤르체고비나(보스니아어·크로아티아어: Bosna i Hercegovina 보스나 이 헤르체고비나, 세르비아어: Босна и Херцеговина 보스나 이 헤르체고비나, 문화어: 보스니아-헤르쩨고비나), 줄여서 보통 보스니아는 동남유럽 발칸반도에 있는 나라로 동쪽으로는 세르비아, 동남쪽으로는 몬테네그로, 북쪽과 서쪽은 크로아티아와 접한다. 이 나라는 거의 내륙국에 가까운데, 남쪽으로 아드리아해와 맞붙은 유일한 마을인 네움을 낀 해안선의 길이는 20 km에 불과하다. 보스니아 헤르체고비나는 온화한 대륙성 기후로 여름에는 덥고 겨울은 추우며 눈이 많이 내린다. 국토 중부와 동부는 산악 지대이며 서북부는 구릉지이고 동북부는 대부분이 평지이다. 국토 남단의 헤르체고비나는 지중해성 기후를 보이며 산악 지대이다. 보스니아 헤르체고비나에서 가장 큰 도시이자 수도는 사라예보이다.
보스니아 헤르체고비나는 후기 구석기 시대부터 사람이 살기 시작했으며 신석기 시대에는 부트미르, 카칸, 부체돌 문화의 마을과 같은 여러 인간의 정주지 흔적이 발견된다. 원시 인도유럽인이 최초로 도래한 이후에는 여러 일리리아와 켈트족 문명이 거주했다. 오늘날 보스니아 헤르체고비나 민족을 이루는 기원인 남슬라브족의 조상은 6세기에서 9세기 사이에 도래했다. 12세기에는 보스니아 반샤그가 세워졌고, 14세기에는 보스니아 왕국으로 발전했다. 15세기 중반에는 오스만 제국에게 합병되어 19세기 후반까지 지배를 받았으며 오스만 제국은 이 지역에 이슬람을 전파했다. 19세기 후반부터 제1차 세계 대전 사이에는 오스트리아-헝가리 제국에 합병되었다. 전간기에는 유고슬라비아 왕국으로 편입되었다. 제2차 세계 대전 이후 유고슬라비아 사회주의 연방공화국으로 편입되며 처음으로 완전한 공화국 지위를 부여받았다. 1992년 유고슬라비아가 해체되며 보스니아는 독립을 선언했다. 1995년 말까지 지속된 보스니아 전쟁 끝에 데이턴 협정으로 종결되었다.
보스니아 헤르체고비나에는 소위 "구성 민족"이라 불리는 3대 민족 집단이 있다. 가장 규모가 큰 민족은 보슈냐크인(인구의 48%)이며, 두 번째는 세르브인(37%), 세 번째는 크로아트인(14%)이다. 그 외 소수민족으로 유대인, 롬인, 알바니아인, 몬테네그로인, 우크라이나인, 투르크인 등이 있다. 보스니아 헤르체고비나는 양원제 입법부와 세 구성 민족에서 각각 한 명씩 선출한 3인의 대통령으로 구성된 대통령제 국가이다. 하지만 국가가 매우 분권화되어 있어 중앙정부의 권한이 매우 제한적이다. 보스니아 헤르체고비나는 크게 보스니아 헤르체고비나 연방과 스릅스카 공화국이라는 두 자치단체와 지방 정부가 별도로 존재하는 브르치코 행정구로 구성된다.
보스니아 헤르체고비나는 개발도상국이며 인간 개발 지수 기준 74위를 차지했다. 경제는 주로 제조업과 농업이 차지하고 있으며 관광업과 서비스업이 그 뒤를 잇고 있다. 최근 몇 년간 관광업의 비중이 크게 늘어났다. 여러 사회 보장 체계와 보편 의료보험 체계를 갖추고 있으며, 초중등교육은 무상으로 제공된다. 보스니아 헤르체고비나는 유엔 회원국이자 유럽 안보 협력 기구, 유럽 평의회, 평화를 위한 동반자 관계, 중앙유럽 자유 무역 협정의 회원국이며 2008년 7월 수립된 지중해 연합의 창립국이다. 또한 유럽 연합 후보국이며 2010년 4월부터 NATO 회원국 후보기도 하다.

## 국명
"보스니아"(Bosnia)라는 단어가 처음으로 등장하는 문헌은 동로마 황제 콘스탄티노스 7세 시기 기원후 10세기 중반(서기 948년에서 952년 사이)에 작성된 정치, 지리에 관한 서적인 《데 아드미니스트란도 임페리오》로 이 책에서 그리스어로 "세르브인"을 뜻하는 "보소나"(Βοσώνα)와 "작은 땅"을 뜻하는 "코리온"(χωρίον)를 합친 단어로 설명했다. 또한 보스니아를 "DAI"(보스니아의 작은 땅이라는 뜻, χωριον βοσονα)이라며 "세례받은 세르비아의 땅"이라고도 불렀다. 서적 섹션은 세르비아 공작의 땅에 대해 설명하고 있으며 특히 보스니아는 세르브인과 깊은 연관이 있지만 별도의 영토로 취급했다.
지역 이름은 보스니아의 중심부를 흐르는 보스나강의 이름에서 유래되었다고 추정된다. 문헌학자 안톤 메이어는 보스나(Bosna)라는 이름이 일리리아어의 *"Bass-an-as"에서 유래했으며, 이는 다시 "흐르는 물"을 뜻하는 원시 인도유럽어 어근인 "bʰegʷ-"에서 유래되었다고 주장했다. 영국의 중세학자인 윌리엄 밀러는 보스니아의 슬라브 정착민이 "라틴어 지명을 받아들이면서 ... 보스나 개울을 따와 자신을 부르는 언어를 바산테라고 하고, 스스로를 '보슈냐크'(Bosniaks)라고 지칭하기 시작했다"라고 말했다.
"헤르체고비나"(Herzegovina)라는 단어는 "헤르초크의 땅"이라는 뜻으로 여기서 헤르초크(herzog)는 독일어로 "공작"을 의미한다. 이 이름은 "훔과 해안의 헤르초크"(1448년)이었던 15세기 보스니아의 지도자 스체판 북치치 코사차의 칭호에서 유래되었다. 여기서 훔(Hum)은 자훔레라고 부르는 지역으로 14세기 전반 보스니아 반샤그가 정복한 중세 초기 공국의 영토였다. 오스만 제국이 이 지역을 장악했을 땐 헤르체고비나 산자크(헤르세크, Hersek)로 불렀다. 이후 영토는 보스니아 에야레트에 있다가 1830년대 단명한 헤르체고비나 에야레트으로 분할되었으나 1850년대 다시 재병합되었으며 두 에야레트를 하나로 묶어 보통 "보스니아 헤르체고비나"라는 이름으로 알려지기 시작했다.
1992년 최초 독립 선언 당시 국가 공식 명칭은 보스니아 헤르체고비나 공화국이었으나 1995년 데이턴 협정과 이에 따른 신헌법에 따라 공식 명칭은 연방제 국가인 "보스니아 헤르체고비나"로 바뀌었다.

## 역사

### 고대사
고대 보스니아 헤르체고비나에는 일리리아인이 살았으며 기원전 1세기에는 로마 제국의 지배를 받게 된다. 6세기 후반부터 슬라브족이 정착했고 중세 시대에는 왕국을 형성했다. 12세기 후반부터는 보스니아 왕국의 지배를 받았지만 15세기 후반부터 오스만 제국의 지배를 받게 된다. 이를 계기로 보스니아 헤르체고비나에는 오스만 제국 양식의 건축물을 비롯한 도시 건설이 진행되었다.

### 중세사
보스니아 헤르체고비나는 16세기, 17세기에 합스부르크 군주국, 베네치아 공화국을 상대로 전쟁을 벌였던 오스만 제국의 전초 기지로 여겨졌다. 하지만 19세기에 오스만 제국이 쇠퇴하면서 보스니아 헤르체고비나에서는 오스만 제국의 지배에 저항하는 봉기가 일어났다. 1878년 러시아-튀르크 전쟁에서 오스만 제국이 패전한 이후에 열린 베를린 회의를 계기로 보스니아 헤르체고비나는 오스트리아-헝가리 제국의 영향권에 편입되었다.
1908년 오스트리아-헝가리 제국이 보스니아 헤르체고비나를 합병한 보스니아 위기를 계기로 보스니아 헤르체고비나와 이웃한 세르비아에서는 대세르비아주의, 범슬라브주의가 확산되었다. 특히 1914년에 일어난 사라예보 사건은 제1차 세계 대전의 도화선이 된다. 제1차 세계 대전의 종전 이후에 체결된 생제르맹 조약에 따라 오스트리아-헝가리 제국은 해체되었고 보스니아 헤르체고비나는 세르비아인 크로아티아인 슬로베니아인 왕국(나중에 유고슬라비아 왕국으로 이름을 바꿈)의 지배를 받게 된다.
제2차 세계 대전 시기에 보스니아 헤르체고비나의 대부분은 추축국 진영에 있던 나치 독일, 이탈리아 왕국의 괴뢰 국가인 크로아티아 독립국의 지배를 받았다. 크로아티아의 파시스트 조직이었던 우스타샤는 세르비아인들, 유대인들, 롬인들, 반체제 인사들에 대한 대량 학살을 자행하는 한편 이들을 강제 수용소로 보내서 살해했다. 세르비아의 민족주의 조직이었던 체트니크는 우스타샤에 대한 보복으로 크로아티아인들, 보슈냐크인들에 대한 대량 학살을 자행했다. 우스타샤와 체트니크에 대한 반감을 갖고 있던 보슈냐크인들, 크로아티아인들, 세르비아인들은 유고슬라비아 파르티잔을 결성하고 보스니아 헤르체고비나 각지에서 활동했다.
요시프 브로즈 티토의 주도로 유고슬라비아 사회주의 연방공화국이 수립된 이후에는 보스니아 헤르체고비나 사회주의 공화국이 수립되었지만 1989년 혁명을 계기로 보스니아 헤르체고비나에서는 각 민족을 대표하는 정당들이 형성되었다. 1991년에 슬로베니아, 크로아티아가 유고슬라비아에서 독립한 이후에 보스니아 헤르체고비나에서도 독립 요구가 높아지게 된다. 그러나 동방 정교회를 중심으로 하는 세르비아인들은 보스니아 헤르체고비나가 유고슬라비아 연방에 잔류하기를 원한 반면 이슬람교를 중심으로 하는 보슈냐크인들, 로마 가톨릭교회를 중심으로 하는 크로아티아인들은 보스니아 헤르체고비나가 유고슬라비아에서 독립하기를 원했다.
보스니아 헤르체고비나에 거주하던 보슈냐크인들, 크로아티아인들, 세르비아인들 간의 분쟁은 1992년에 일어난 보스니아 전쟁을 계기로 폭발하게 된다. 1992년 3월에는 보스니아 헤르체고비나 정부가 국민투표를 통해 유고슬라비아로부터의 독립을 선언하고 보스니아 헤르체고비나 공화국을 수립했지만 세르비아인들은 이를 거부했다. 세르비아인들이 스릅스카 공화국을, 크로아티아인들이 헤르체그보스니아 크로아티아인 공화국을 수립했고, 보슈냐크인, 크로아티아인, 세르비아인 사이 상대 민족을 상대로 한 학살 행위가 벌어졌다.
1994년 3월에는 보스니아계 중앙 정부와 크로아티아계 무장 조직 간의 분쟁이 종식되었고 보스니아계와 크로아티아계는 보스니아 헤르체고비나 연방을 수립하게 된다. 북대서양 조약 기구는 보스니아 헤르체고비나 분쟁에 개입하면서 세르비아계에 대한 압박을 강화했다. 1995년 데이턴 협정이 체결되면서 보스니아 전쟁이 종식되었고 보스니아 헤르체고비나는 보슈냐크계·크로아티아계가 중심이 된 보스니아 헤르체고비나 연방, 세르비아계가 중심이 된 스릅스카 공화국으로 구성된 연합 국가가 되었다.

## 지리
아드리아해 바로 동쪽에 위치하지만 아드리아해에 접한 해안선은 20km에 불과하며 국경선의 대부분이 크로아티아에 둘러싸여 있는 내륙국이다. 북부의 보스니아와 남부의 헤르체고비나로 지방적 특색이 나타난다. 크로아티아와의 국경지대를 흐르는 사바강과 그 지류인 보스나강과 비바스강이 북류하면서 이루어 놓은 북부 평야지대와 남부의 네레트바강 유역평야를 제외하고는 평균 해발고도가 1,000~1,600m의 디나르고원이 위치하는 전형적인 산악국이다. 국토의 척량산맥인 디나르알프스산맥이 뻗어 있고, 카르스트 지형이 발달되어 있다. 지질 구조상 강한 지진대에 속한다.

## 기후
보스니아 헤르체고비나는 디나르알프스산맥에 위치하고 있는 나라여서, 대한민국보다는 겨울에 눈이 더 많이 온다.

## 행정 구역
보스니아 헤르체고비나의 행정 구역은 크게 3개 구역(보스니아 헤르체고비나 연방, 스릅스카 공화국, 브르치코 행정구)으로 나뉜다.

## 정치
보스니아 헤르체고비나는 보스니아계-크로아티아계 연방(보스니아 헤르체고비나 연방)과 세르비아계 공화국(스릅스카 공화국)으로 구성된 1국가 2체제이며, 정치 체제가 매우 복잡하다.

## 주민
주민은 보슈냐크인이 48%, 세르비아인이 37%, 크로아티아인이 14%, 기타(롬족, 알바니아인, 아랍인, 튀르키예인, 유대인 등)가 0.6%이다. 3대 민족 집단은 크게 보면 모두 남슬라브계에 속하는 근연(近緣) 종족이나, 정치·종교와 역사적인 전통에 의한 대립으로 갈려 있다. 보슈냐크인은 보스니아 무슬림 또는 보스니악이라고도 한다.

## 언어
공용어는 보스니아어, 세르비아어, 크로아티아어이다. 세르비아어는 스릅스카 공화국 지역에서 주로 쓰이며, 크로아티아어는 보스니아 헤르체고비나 연방 지역에서 보스니아어 다음으로 많이 쓰인다. 이들 언어는 20세기에 유고슬라비아 사회주의 연방공화국의 공용어였던 세르보크로아트어로 통합되기도 했지만, 현재는 정치적 상호 대립이 극심한 상황에서 상호 배타적인 방향으로 급속하게 분화하는 중이다.
보슈냐크인은 종교적인 이유에서 유럽에서는 유일하게 아랍 문자를 사용하기도 했다.

## 종교
| 종교 구성 (보스니아 헤르체고비나,2013년) | 종교 구성 (보스니아 헤르체고비나,2013년) | 종교 구성 (보스니아 헤르체고비나,2013년) | 종교 구성 (보스니아 헤르체고비나,2013년) | 종교 구성 (보스니아 헤르체고비나,2013년) |
| ---------------------------------------- | ---------------------------------------- | ---------------------------------------- | ---------------------------------------- | ---------------------------------------- |
|                                          |                                          |                                          |                                          |                                          |
| 이슬람교                                 | 이슬람교                                 |                                          | 51%                                      | 51%                                      |
| 정교회                                   | 정교회                                   |                                          | 31%                                      | 31%                                      |
| 가톨릭                                   | 가톨릭                                   |                                          | 15%                                      | 15%                                      |
| 그외 및 기타                             | 그외 및 기타                             |                                          | 3%                                       | 3%                                       |

보스니아인은 이슬람교, 세르비아인은 세르비아 정교회, 크로아티아인은 로마 가톨릭을 주로 믿는다. 보스니아 헤르체고비나 주민의 51%는 무슬림이며, 31%는 세르비아 정교회, 15%는 가톨릭 그 외 3%인데, 이는 민족구성과 거의 일치한다. 거의 대부분 슬라브족의 종교는 동방 정교회나 로마 가톨릭이지만, 보스니아인은 주로 이슬람교를 믿는 슬라브 민족이다.

## 군사
이 나라에는 해군이 없다.

## 문화
보스니아 헤르체고비나는 이슬람교, 천주교, 동방 정교회 등의 여러 종교 때문에 문화 분야에서도 각기 다른 색채를 지니고 있다. 그렇지만, 보슈냐크인이 대부분 문화의 중심을 잡았다.

## 음식

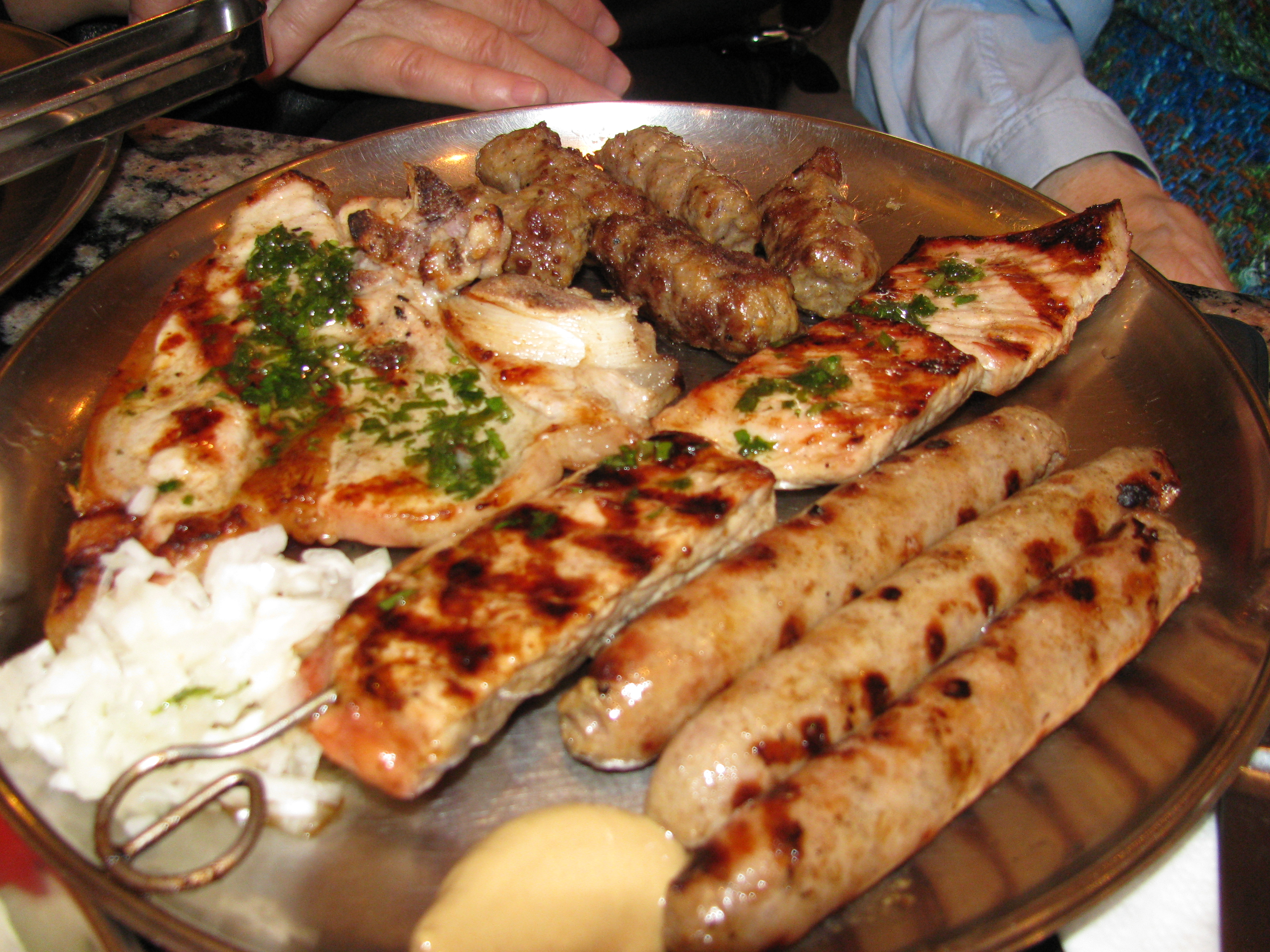

보스니아 헤르체고비나 요리는 적당한 양의 양념을 사용한다. 소스는 자연적이며 접시에 든 야채의 천연 주스로만 구성된다. 전형적인 재료로는 토마토, 감자, 양파, 마늘, 고추, 오이, 당근, 양배추, 버섯, 시금치, 호박, 마른 콩, 신선한 콩, 자두, 우유, 파프리카 및 파블라카 크림이 있다.

## 외교
대한 관계
1995년에 대한민국과 수교하였으며, 1996년에는 조선민주주의인민공화국과도 수교하였다. 수교 이전에는 1973년 사라예보에서 열린 세계 탁구 선수권 대회에서 대한민국 구기 종목 사상 처음으로 단체전 세계 제패를 일군 이에리사 선수를 통해 알려졌다.
주변국과의 관계
이 나라는 주변국인 세르비아, 크로아티아와 전쟁을 했던 역사를 갖고 있다. 특히, 크로아티아의 견제로 아드리아해로 21km에 불과한 해안선을 확보한 것을 제외하고는 사실상 내륙국이나 다름없다.
그 밖의 나라와의 관계
미국과는 1992년에 수교하였으며, 미국 외에 러시아 등과 긴밀한 관계를 맺고 있다.

## 참고 문헌
- Albertini, Luigi (2005).  Jochen Thies, 편집. 《The Origins of the War of 1914》. Enigma Books. ISBN 978-1-929631-26-1. 2017년 1월 6일에 원본 문서에서 보존된 문서. 2016년 3월 25일에 확인함.
- Bejko, Lorenc; Morris, Sarah; Papadopoulos, John; Schepartz, Lynne (2015). 《The Excavation of the Prehistoric Burial Tumulus at Lofkend, Albania》. ISD LLC. ISBN 978-1938770524.
- 틀:Cite CIA World Factbook
- Dausse, Marie-Pierre (2015).  Souchon, Cécile, 편집. “La Grèce du Nord aux IVe et IIIe siècles avant J.-C. : des États puissants aux frontières floues?”. 《Actes des congrès nationaux des sociétés historiques et scientifiques》: 24–31. doi:10.4000/books.cths.2013. ISBN 9782735508679.
- Fine, John Van Antwerp Jr. (1991). 《The Early Medieval Balkans: A Critical Survey from the Sixth to the Late Twelfth Century》. University of Michigan Press. ISBN 978-0-472-08149-3. 2019년 4월 4일에 원본 문서에서 보존된 문서. 2020년 9월 28일에 확인함.
- Fine, John Van Antwerp Jr. (1994). 《The Late Medieval Balkans: A Critical Survey from the Late Twelfth Century to the Ottoman Conquest》. University of Michigan Press. ISBN 9780472082605. 2016년 1월 8일에 원본 문서에서 보존된 문서. 2015년 6월 16일에 확인함.
- Hammond, N. G. L.; Wilkes, J. J. (2012). 〈Illyrii〉.   Hornblower, Simon; Spawforth, Antony; Eidinow, Esther. 《The Oxford Classical Dictionary》. OUP Oxford. 726쪽. ISBN 978-0-19-954556-8.
- Basic, Denis (2009). 〈4.1.1. Early Medieval Bosnia in Porphyrogenitus' De Administrando Imperio〉. 《The Roots of the Religious, Ethnic, and National Identity of the Bosnian-Herzegovinian Muslims》. University of Washington. ISBN 9781109124637. 2014년 6월 28일에 원본 문서에서 보존된 문서. 2016년 6월 30일에 확인함.
- Moravcsik, Gyula, 편집. (1967) [1949]. 《Constantine Porphyrogenitus: De Administrando Imperio》 2 revis판. Washington D.C.: Dumbarton Oaks Center for Byzantine Studies. ISBN 9780884020219.
- Tomasevich, Jozo (2001). 《War and Revolution in Yugoslavia: 1941–1945》. Stanford University Press. ISBN 978-0-8047-7924-1. 2014년 1월 4일에 원본 문서에서 보존된 문서. 2013년 12월 4일에 확인함.
- Malcolm, Noel (2002). 《Bosnia: A Short History》. Pan Books. ISBN 978-0-330-41244-5. 2017년 1월 6일에 원본 문서에서 보존된 문서. 2016년 3월 25일에 확인함.
- Shpuza, Saimir (2022). 〈D'un limên à une polis. Orikos aux périodes archaïque et classique〉.   Brancato, Rodolfo. 《Schemata: la città oltre la forma : per una nuova definizione dei paesaggi urbani e delle loro funzioni: urbanizzazione e società nel Mediterraneo pre-classico : età arcaica》. Edizioni Quasar. ISBN 9788854912755.
- Velikonja, Mitja (2003). 《Religious Separation and Political Intolerance in Bosnia–Herzegovina》. Texas A&M University Press. ISBN 978-1-58544-226-3. 2016년 4월 30일에 원본 문서에서 보존된 문서. 2015년 6월 16일에 확인함.
- Zindel, Christian; Lippert, Andreas; Lahi, Bashkim; Kiel, Machiel (2018). 《Albanien: Ein Archäologie- und Kunstführer von der Steinzeit bis ins 19. Jahrhundert》 (독일어). Vandenhoeck & Ruprecht. ISBN 9783205200109.
- Živković, Tibor (2010b). 〈On the Beginnings of Bosnia in the Middle Ages〉. 《Spomenica akademika Marka Šunjića (1927-1998)》. Sarajevo: Filozofski fakultet. 161–180쪽.

## 추가 읽기
- Allcock, John B., Marko Milivojevic, et al. Conflict in the Former Yugoslavia: An Encyclopedia (1998)
- Bataković, Dušan T. (1996). 《The Serbs of Bosnia & Herzegovina: History and Politics》. Dialogue Association. ISBN 9782911527104. 2019년 12월 24일에 원본 문서에서 보존된 문서. 2016년 9월 24일에 확인함.
- Coupland, Nikolas (2010). 《The Handbook of Language and Globalization》. Blackwell Publishing. ISBN 978-1-4051-7581-4.
- Evans, Sir Arthur J. (2007). 《Through Bosnia and the Herzegovina on Foot During the Insurrection, August and September 1875》. Cosimo Classics. ISBN 978-1602062702. 2021년 4월 14일에 원본 문서에서 보존된 문서. 2020년 9월 28일에 확인함. (Also at Project Gutenberg)
- Hadziselimovic, Omer (2001). 《At the Gates of the East: British Travel Writers on Bosnia and Herzegovina from the Sixteenth to the Twentieth》. Columbia University Press. ISBN 978-0880334709. 2021년 4월 14일에 원본 문서에서 보존된 문서. 2020년 9월 28일에 확인함.
- Hoare, Marko Attila (2007). 《The History of Bosnia: From the Middle Ages to the Present Day》. Saqi Books. ISBN 978-0863569531. 2021년 4월 14일에 원본 문서에서 보존된 문서. 2020년 9월 28일에 확인함.
- Holbach, Maude M. (2016). 《Bosnia and Herzegovina, Some Wayside Wanderings》. Palala Press. ISBN 978-1355062769. 2021년 4월 14일에 원본 문서에서 보존된 문서. 2020년 9월 28일에 확인함.
- Albertini, Luigi (1952). 《The Origins of the War of 1914: European relations from the Congress of Berlin to the eve of the Sarajevo murder》. Oxford University Press. 2017년 1월 6일에 원본 문서에서 보존된 문서. 2016년 3월 25일에 확인함.
- Munro, Robert (2015) [1894]. 《Rambles and Studies in Bosnia-Herzegovina and Dalmatia》. Palala Press. ISBN 978-1346798868. 2021년 4월 14일에 원본 문서에서 보존된 문서. 2020년 9월 28일에 확인함.
- Okey, Robin. Taming Balkan Nationalism: The Habsburg 'Civilizing' Mission in Bosnia, 1878–1914 (Oxford: Oxford University Press, 2007)
- Phillips, Douglas A. Bosnia and Herzegovina (Philadelphia: Chelsea House, 2004).

### 보스니아 헤르체고비나
- (보스니아어/크로아티아어/세르비아어/영어) 공식사이트
- (보스니아어/영어) 보스니아 헤르체고비나 외무부
- (보스니아어/영어/독일어) 보스니아 헤르체고비나 여행

### 대한민국
- 주헝가리 대사관의 보스니아 헤르체고비나 설명
- 보스니아 헤르체고비나 보관됨 2005-04-09 - 웨이백 머신
- 엔사이버[깨진 링크(과거 내용 찾기)]

### 외국
- (영어) 론리플래닛의 정보(보스니아-헤르체고비나편)
- (영어) CIA의 세계정보(보스니아-헤르체고비나편) 보관됨 2007-05-09 - 웨이백 머신